# Head Cup 1983
Head Cup 1983 — жіночий тенісний турнір, що проходив на відкритих кортах з ґрунтовим покриттям у Кіцбюелі (Австрія). Належав до Світової чемпіонської серії Вірджинії Слімс 1983. Тривав з 18 липня до 24 липня 1983 року.

## Фінальна частина

### Одиночний розряд
Паскаль Параді —  Петра Губер 3–6, 6–3, 6–2
- Для Параді це був 1-й титул в одиночному розряді за кар'єру.

### Парний розряд
Кріс Ньютон /  Пем Вайткросс —  Наталі Ерреман /  Паскаль Параді 2–6, 6–4, 7–6
- Для Ньютон це був єдиний титул за кар'єру. Для Вайткросс це був 1-й титул за кар'єру.